# あなたがすべて
「あなたがすべて」は1992年3月1日にリリースされた稲垣潤一25枚目のシングル。

## 収録曲
1. あなたがすべて
（作詞：秋元康　作曲：松本俊明　編曲：萩田光雄）
2. もうひとつの夏
（作詞：渡辺なつみ　作曲：松本俊明　編曲：坂本洋）